# Lamovita
Lamovita (kyrillisch Ламовита) ist ein Ort im Nordwesten von Bosnien und Herzegowina. Es liegt 22 Kilometer südöstlich von Prijedor an der M4 Richtung Banja Luka, drei Kilometer von der Kleinstadt Omarska entfernt. Lamovita ist ca. 37 Kilometer von Banja Luka entfernt.

## Lage
Lamovita liegt in unmittelbarer Nähe des Kozara-Gebirges. Es ist ein Durchfahrtsort an der Magistralstraße M4, die eine direkte Verbindung zwischen den beiden Städten Prijedor und Banja Luka darstellt.

## Klima
Die Sommer in dieser bergreichen Gegend Nordwestbosniens sind trocken und warm, so kommt es auch in und um Lamovita zu Temperaturen über 40 Grad Celsius. Die Winter hingegen sind schneereich und kalt.